# Gnatholepis
Gnatholepis là một chi của họ cá Oxudercidae

## Các loài
Chi này hiện hành có các loài sau đây được ghi nhận:
- Gnatholepis anjerensis (Bleeker, 1851) (eye-bar goby)
- Gnatholepis argus Larson & Buckle, 2005
- Gnatholepis caudimaculata Larson & Buckle, 2012
- Gnatholepis cauerensis (Bleeker, 1853) (eyebar goby)
- Gnatholepis gymnocara J. E. Randall & D. W. Greenfield, 2001
- Gnatholepis knighti D. S. Jordan & Evermann, 1903
- Gnatholepis ophthalmotaenia (Bleeker, 1854)
- Gnatholepis pascuensis J. E. Randall & D. W. Greenfield, 2001 (Rapanui goby)
- Gnatholepis thompsoni D. S. Jordan, 1904 (goldspot goby)
- Gnatholepis yoshinoi T. Suzuki & J. E. Randall, 2009